# Гарсия, Рафаэль
Рафаэ́ль Гарси́я То́ррес (исп. Rafael García Torres; 14 августа 1974, Мехико) — мексиканский футболист, полузащитник, тренер.

## Карьера

### Клубная
Первым клубом Рафаэля Гарсии стал УНАМ Пумас, в котором он дебютировал в 1992 году. За 6 лет Гарсия сыграл в нём 134 матча и забил 19 голов. Позже, в 1998 году он перешёл в «Толуку» за которую также выступал 6 лет. За это время он провёл 214 матчей, забив 27 голов. В 2004 году Рафаэль ушёл в «Крус Асуль». Через год он был отдан в аренду в «Атлас», а ещё через год продан «Веракрусу», в котором и завершил карьеру в 2008 году.

## Достижения
- Чемпион Мексики: 1998, 1999, 2000, 2002